# Dyskografia Patti Smith
Ta strona zawiera pełną dyskografię Patti Smith.

## Albumy studyjne
| Data wydania     | Tytuł           | Wydawca          |
| ---------------- | --------------- | ---------------- |
| listopad 1975    | Horses          | Arista Records   |
| październik 1976 | Radio Ethiopia  | Arista Records   |
| marzec 1978      | Easter          | Arista Records   |
| maj 1979         | Wave            | Arista Records   |
| czerwiec 1988    | Dream of Life   | Arista Records   |
| czerwiec 1996    | Gone Again      | Arista Records   |
| wrzesień 1997    | Peace and Noise | Arista Records   |
| marzec 2000      | Gung Ho         | Arista Records   |
| kwiecień 2004    | Trampin’        | Columbia Records |
| kwiecień 2007    | Twelve          | Columbia Records |

## Albumy koncertowe
| Data wydania  | Tytuł         | Wydawca           |
| ------------- | ------------- | ----------------- |
| listopad 2005 | Horses/Horses | Legacy Recordings |
| lipiec 2008   | The Coral Sea | PASK              |

## Albumy kompilacyjne
| Data wydania  | Tytuł                   | Wydawca                    |
| ------------- | ----------------------- | -------------------------- |
| czerwiec 1996 | The Patti Smith Masters | Arista Records             |
| marzec 2002   | Land (1975–2002)        | Arista Records             |
| styczeń 2008  | iTunes Originals        | Sony BMG                   |
| sierpień 2011 | Outside Society         | Columbia / Arista / Legacy |

## EPki
| Data wydania | Tytuł    | Wydawca        |
| ------------ | -------- | -------------- |
| 1977         | Hey Joe  | Arista Records |
| 1978         | Set Free | Arista Records |

## Single
| Data wydania | Tytuł                 | Wydawca        | Album          |
| ------------ | --------------------- | -------------- | -------------- |
| 1974         | Piss Factory          | Mer            |                |
| 1976         | Gloria                | Arista Records | Horses         |
| 1977         | Ask the Angels        | Arista Records | Radio Ethiopia |
| 1978         | Because the Night     | Arista Records | Easter         |
| 1979         | Frederick             | Arista Records | Wave           |
| 1979         | Dancing Barefoot      | Arista Records | Wave           |
| 1988         | People Have the Power | Arista Records | Dream of Life  |
| 1996         | Summer Cannibals      | Arista Records | Gone Again     |